# College Basketball Invitational 2021
El College Basketball Invitational 2021 fue la decimotercera edición del College Basketball Invitational, después de que la edición de 2020 fuera cancelada por la pandemia COVID-19. La disputaron 8 equipos en lugar de los 16 tradicionales, seleccionados entre los que no participaron en el Torneo de la NCAA de 2021 ni en el National Invitation Tournament 2021. La elección de los equipos se produjo el 15 de marzo. El campeón fue la Universidad de Pepperdine, que se hacía con su primer título.

## Participantes
| Universidad      | Conferencia | Récord total | Récord conferencia |
| ---------------- | ----------- | ------------ | ------------------ |
| Army             | Patriot     | 12–9         | 7–7                |
| Bellarmine       | A-Sun       | 13–7         | 10–3               |
| Bowling Green    | MAC         | 14–11        | 10–8               |
| Bryant           | NEC         | 15–6         | 10–4               |
| Coastal Carolina | Sun Belt    | 16–7         | 9–5                |
| Longwood         | Big South   | 12–16        | 10–10              |
| Pepperdine       | West Coast  | 12–12        | 7–6                |
| Stetson          | A-Sun       | 11–14        | 7–9                |

### Declinaron la invitación
Las siguientes universidades declinaron la invitación para jugar el CBI.
- Marshall
- UTSA
- Washington State[2]

## Cuadro final
|  | Cuartos de final 22 de marzo | Cuartos de final 22 de marzo |                  |            | Semifinales 23 de marzo | Semifinales 23 de marzo |  |                  | Final 24 de marzo | Final 24 de marzo |  |
|  |                              |                              |                  |            |                         |                         |  |                  |                   |                   |  |
|  |                              |                              |                  |            |                         |                         |  |                  |                   |                   |  |
|  | Stetson                      | 53                           |                  |            |                         |                         |  |                  |                   |                   |  |
|  | Stetson                      | 53                           |                  |            |                         |                         |  |                  |                   |                   |  |
|  | Bowling Green                | 52                           |                  |            |                         |                         |  |                  |                   |                   |  |
|  | Bowling Green                | 52                           |                  | Stetson    | 72                      |                         |  |                  |                   |                   |  |
|  |                              |                              |                  | Stetson    | 72                      |                         |  |                  |                   |                   |  |
|  |                              |                              | Coastal Carolina | 77*        |                         |                         |  |                  |                   |                   |  |
|  | Coastal Carolina             | 93                           | Coastal Carolina | 77*        |                         |                         |  |                  |                   |                   |  |
|  | Coastal Carolina             | 93                           |                  |            |                         |                         |  |                  |                   |                   |  |
|  | Bryant                       | 82                           |                  |            |                         |                         |  |                  |                   |                   |  |
|  | Bryant                       | 82                           |                  |            |                         |                         |  | Coastal Carolina | 61                |                   |  |
|  |                              |                              |                  |            |                         |                         |  | Coastal Carolina | 61                |                   |  |
|  |                              |                              | Pepperdine       | 84         |                         |                         |  |                  |                   |                   |  |
|  | Longwood                     | 66                           | Pepperdine       | 84         |                         |                         |  |                  |                   |                   |  |
|  | Longwood                     | 66                           |                  |            |                         |                         |  |                  |                   |                   |  |
|  | Pepperdine                   | 80                           |                  |            |                         |                         |  |                  |                   |                   |  |
|  | Pepperdine                   | 80                           |                  | Pepperdine | 82                      |                         |  |                  |                   |                   |  |
|  |                              |                              |                  | Pepperdine | 82                      |                         |  |                  |                   |                   |  |
|  |                              |                              | Bellarmine       | 71         |                         |                         |  |                  |                   |                   |  |
|  | Bellarmine                   | 77                           | Bellarmine       | 71         |                         |                         |  |                  |                   |                   |  |
|  | Bellarmine                   | 77                           |                  |            |                         |                         |  |                  |                   |                   |  |
|  | Army                         | 67                           |                  |            |                         |                         |  |                  |                   |                   |  |
|  | Army                         | 67                           |                  |            |                         |                         |  |                  |                   |                   |  |
|  |                              |                              |                  |            |                         |                         |  |                  |                   |                   |  |

* Denota partido con prórroga.
| Campeón del CBI 2021         |
| ---------------------------- |
| Pepperdine Waves 1.er título |